# Urias spinosus
Urias spinosus är en kräftdjursart som beskrevs av Richardson 1911. Urias spinosus ingår i släktet Urias, ordningen gråsuggor och tånglöss, klassen storkräftor, fylumet leddjur och riket djur. Inga underarter finns listade i Catalogue of Life.